# 王孫蘭
王孫蘭（？—1643年），字畹仲，號雪軒，直隸無錫縣（今江蘇省無錫市）人。明朝政治人物，官至廣東副使。

## 生平
天启四年（1624年）甲子科舉人，崇禎四年（1631年）辛未科進士。授刑部四川司主事，七年甲戌升河南司员外，累遷四川成都府知府。蜀王宗人虐待民眾，民相聚，將焚內江王府第。王孫蘭盡力勸解。因父喪去職。
服闋，起官紹興府知府，遷廣東副使，分巡南雄、韶州二府，圍剿連州瑤族作亂，三戰三捷。崇禎十六年（1643年），張獻忠大亂湖南，郴州宜章與韶州接壤。孫蘭向督府乞援不應。張獻忠陷衡州，肆意屠戮。韶州轄縣樂昌、乳源、仁化，逋竄一空。連州守將據城而叛，韶州士民聞訊，逃奔一空。張獻忠設偽官，傳檄將至。王孫蘭仰天嘆道：「失封疆當死，賊陷城又當死，吾盍先死乎！」自縊殉國。然而，敵人最終并未攻來。朝廷憫其忠，予贈恤。《明史》有傳。

## 延伸阅读
[在维基数据编辑]
 《明史卷二百九十四》，出自《明史》

| 官衔          | 官衔                          | 官衔      |
| ------------- | ----------------------------- | --------- |
| 前任： 王期昇 | 明朝紹興府知府 1640年－1642年 | 繼任： 穎 |